# 黑尔斯布鲁克
黑尔斯布鲁克（德語：Hersbruck，發音：[hɛʁsˈbʁʊk] ⓘ）是德国巴伐利亚州中弗兰肯行政区纽伦堡地区县的城市，面积22.91平方千米，2023年12月31日人口为12,772人。

## 友好城市
- 英国 洛西茅斯（英语：Lossiemouth）（1972年）
- 義大利 弗留利地区圣达尼埃莱（2008年）
- 瑞士 希爾特芬根（2012年）